# Сирдар'їнський район (Кизилординська область)
Сирдар'ї́нський район (каз. Сырдария ауданы, рос. Сырдарьинский район) — адміністративна одиниця у складі Кизилординської області Казахстану. Адміністративний центр — село Теренозек.

## Історія
Станом на 1989 рік окремо існували Сирдар'їнський район (центр — смт Тасбугет з 1958 року) та Теренозецький район (центр — смт Теренозек). Пізніше вони були об'єднані в Сирдар'їнський, при цьому частина колишнього Сирдар'їнського району була передана до складу Чиїлійського району (Когалинський, Майлитогайський, Сулутюбинський і Тартогайський сільські округи), а частина до Кизилординської міської адміністрації (Тасбугетська селищна адміністрація, Акжарминський, Аксуатський, Караултобинський, Кизилжарминський, Косшинирауський, Талсуатський сільські округи); частина Теренозецького району також була передана до складу Кизилординської міської адміністрації — Кизилозецький сільський округ.

## Населення
Населення — 37616 осіб (2021; 38085 у 2009, 39100 у 1999, 36252 у 1989).
Національний склад (станом на 2016 рік):
- казахи — 39192 особи (98,32 %)
- росіяни — 334 особи
- чеченці — 135 осіб
- корейці — 45 осіб
- узбеки — 43 особи
- татари — 26 осіб
- башкири — 13 осіб
- німці — 11 осіб
- молдовани — 11 осіб
- киргизи — 9 осіб
- українці — 7 осіб
- марійці — 4 особи
- турки — 2 особи
- уйгури — 1 особа
- азербайджанці — 1 особа
- білоруси — 1 особа
- інші — 26 осіб

## Склад
До складу району входять 14 сільських округів:
| Поселення                            | Площа, км² | Населення, осіб (1989) | Населення, осіб (1999) | Населення, осіб (2009) | Населення, осіб (2021) | Центр                       | Населені пункти |
| ------------------------------------ | ---------- | ---------------------- | ---------------------- | ---------------------- | ---------------------- | --------------------------- | --------------- |
| Айдарлинський сільський округ        | 3032,49    | 2157                   | 2338                   | 1892                   | 1505                   | Айдарли                     | 1               |
| Акжарминський сільський округ        | 211,74     | 2682                   | 2830                   | 2545                   | 2552                   | Акжарма                     | 1               |
| Амангельдинський сільський округ     | 10201,42   | 2757                   | 2840                   | 2839                   | 2629                   | Амангельди                  | 1               |
| Бесарицький сільський округ          | 4222,58    | 1614                   | 2137                   | 2258                   | 2180                   | Бесарик                     | 1               |
| Жетікольський сільський округ        | 171,77     | 994                    | 969                    | 794                    | 644                    | Жетіколь                    | 1               |
| імені Ільясова сільський округ       | 175,49     | 2217                   | 2291                   | 2217                   | 2202                   | імені Нагі Ільясова         | 1               |
| імені Калжан-ахуна сільський округ   | 141,61     | 1096                   | 1178                   | 1174                   | 1128                   | імені Калжан-ахуна          | 1               |
| імені Токмаганбетова сільський округ | 9707,76    | 1457                   | 1684                   | 1569                   | 1477                   | імені Аскара Токмаганбетова | 1               |
| Інкардар'їнський сільський округ     | 4483,81    | 1239                   | 1096                   | 1059                   | 857                    | Інкардар'я                  | 1               |
| Когаликольський сільський округ      | 334,52     | 2390                   | 2771                   | 2774                   | 2374                   | Когаликоль                  | 1               |
| Сейфуллінський сільський округ       | 304,14     | 1581                   | 1628                   | 1600                   | 1664                   | Сейфуллін                   | 1               |
| Теренозецький сільський округ        | 134,90     | 10142                  | 10527                  | 10383                  | 11437                  | Теренозек                   | 1               |
| Шаганський сільський округ           | 406,97     | 3663                   | 3974                   | 4343                   | 4223                   | Шаган                       | 1               |
| Ширкейлійський сільський округ       | 381,10     | 2587                   | 2837                   | 2638                   | 2744                   | Ширкейлі                    | 1               |

## Найбільші населені пункти
Населені пункти з чисельністю населення понад 1000 осіб:
| №  | Населений пункт             | Населення, осіб (1989) | Населення, осіб (1999) | Населення, осіб (2009) | Населення, осіб (2021) |
| -- | --------------------------- | ---------------------- | ---------------------- | ---------------------- | ---------------------- |
| 1  | Теренозек                   | 9069                   | 9408                   | 9132                   | 11437                  |
| 2  | Шаган                       | 3663                   | 3974                   | 4343                   | 4223                   |
| 3  | Амангельди                  | 2433                   | 2840                   | 2839                   | 2629                   |
| 4  | Акжарма                     | 2682                   | 2830                   | 2545                   | 2552                   |
| 5  | Когаликоль                  | 2390                   | 2771                   | 2774                   | 2374                   |
| 6  | імені Нагі Ільясова         | 2217                   | 2291                   | 2217                   | 2202                   |
| 7  | Бесарик                     | 1614                   | 2137                   | 2258                   | 2180                   |
| 8  | Ширкейлі                    | 2587                   | 2837                   | 2638                   | 1744                   |
| 9  | Сейфуллін                   | 1581                   | 1628                   | 1600                   | 1664                   |
| 10 | Айдарли                     | 2157                   | 2338                   | 1892                   | 1505                   |
| 11 | імені Аскара Токмаганбетова | 1198                   | 1586                   | 1521                   | 1477                   |
| 12 | імені Калжан-ахуна          | 1096                   | 1178                   | 1174                   | 1128                   |

## Транспорт
Дороги районного значення:
| Індекс | Назва                                       | Довжина, км |
| ------ | ------------------------------------------- | ----------- |
| KND-1  | Самара-Шимкент — Жанадар'я                  | 25          |
| KND-2  | Самаара-Шимкент — імені Нагі Ільясов        | 2,5         |
| KND-3  | під'їзд до села Інкардар'я                  | 7           |
| KND-4  | під'їзд до села імені Аскара Токмаганбетова | 6,5         |
| KND-5  | під'їзд до села Сейфуллін                   | 3           |
| KND-6  | під'їзд до села Бесарик                     | 6           |
| KND-7  | Кизилорда-Жалагаш — Теренозек               | 4,5         |
| KND-8  | Кизилорда-Аеропорт — Когаликоль — Ширкейлі  | 46          |
| KND-9  | Самара-Шимкент — Акжарма                    | 7,2         |